# Railway Procurement Agency
De Railway Procurement Agency of RPA is een Ierse overheidsinstelling die verantwoordelijk is voor de (verdere) ontwikkeling van de spoorweginfrastructuur in Ierland.

## Oprichting
De RPA is een overheidsinstelling die onderdeel is van het Ministerie van Transport. De RPA is belast met de ontwikkeling van light railway en metro-lijnen in de Ierse hoofdstad. Ze werd in december 2001 opgericht als gevolg van het aannemen van de Transport (Railway Infrastructure) Act 2001. Deze wet was onder andere tot stand gekomen naar aanleiding van het Dublin Transportation Initiative uit 1994. 
Door de snelle economische groei in Ierland, en met name in Dublin, ontstond er een dringende behoefte aan een goed openbaar vervoer systeem in deze stad. Tot dan toe was er alleen een netwerk van stadsbussen in de stad geëxploiteerd door Dublin Bus. Verder waren er diverse treinen: de nationale treinen (regionaal en intercity) en de Dublin Area Rapid Transit of de DART lijn die rond de Baai van Dublin rijdt. Maar door de komst van vele internationale bedrijven en ook de snelle groei van lokale bedrijven was er een grote behoefte aan een netwerk van lightrail  of tramlijnen. In de tweede helft van de jaren 1990 werden er plannen gemaakt voor een tram systeem in Dublin: de Luas. Om de ontwikkelingen beter te coördineren werd in 2001 de Transport Act 2001 aangenomen, waarna de RPA werd opgericht.
In 2004 heet Ierland heeft een ambitieus programma op het gebied van uitbreiding van de transportinfrastructuur gepresenteerd: Transport21. Voor zover deze plannen betrekking hebben op spoorlijnen is de RPA verantwoordelijk voor de ontwikkelingen.

## Taken en doel
De RPA is verantwoordelijk voor de planning, ontwerp en bouw van spoorlijnen. Welke lijnen aangelegd of uitgebreid/vernieuwd zullen worden is in grote lijnen vastgelegd in het meerjarenplan Transport21 uit 2004. Als er een nieuwe lijn aangelegd gaat worden en/of een bestaande lijn wordt uitgebreid, dan begeleidt de RPA het hele proces vanaf de eerste plannen, de ontwerpfase, de inspraak vanuit het publiek, de feitelijke aanbesteding van de werken en  de aanbesteding van de exploitatie.
Een belangrijke taak van de RPA is ervoor zorgen dat spoorlijnen op tijd en binnen budget worden aangelegd. Om de financiële lasten te beperken zoekt de RPA naar partners die via een Publiek-private samenwerking een deel van de financiering op zich nemen en indien mogelijk ook een deel van de risico's meedragen.
Naast de aanleg en exploitatie van (light) rail-projecten, is ze ook aangewezen om de invoering van een standaard betaalsysteem voor al het openbaar vervoer in Dublin te begeleiden. Op dit moment hanteert elk openbaarvervoersbedrijf zijn eigen kaartjessysteem. Er zijn wel enkele vormen van combinatie-abonnementen, maar er is nog geen sprake van een geïntegreerd systeem. Momenteel kennen de drie belangrijkste stadsvervoerders wel allemaal een chipkaart die gebruikmaakt van FRID, maar deze zijn onderling niet te gebruiken.
De DART en de Luas gebruiken nu smartcards, waar per rit wordt betaald (inchecken en uitchecken). De smartcard van Dublin Bus ondersteunt dit echter niet: met een dergelijke kaart kan je alleen hele dagen betalen of gebruiken voor doorlopende abonnementen.
De RPA probeert nu een geïntegreerd betaalsysteem op te zetten waarbij alle aanbieders van openbaar vervoer deelnemen: Dublin Bus, Iarnród Éireann (waar de DART een onderdeel van is) Veolia Transport voor de Luas en Bus Éireann, het nationale busbedrijf. Ook de toekomstige metro-exploitant zal moeten deelnemen aan dit integrated ticketing scheme

## Organisatie
De RPA is een overheidsinstelling die onderdeel is van het Ministerie van Transport. Ze is verantwoordelijk voor de lightrail en metro-infrastructuur in het land. Het bestuur bestaat naast de voorzitter uit vier externe leden en een lid dat voorgedragen is door het personeel.
De RPA kent vier hoofdafdelingen:
- Corporate Services bestaat uit de volgende afdelingen: personeelszaken, informatietechnologie, public relations, marketing en facilities
- Financiën: interne accountancy, boekhouding, facturering en salaris-administratie
- Design & Construction: technische ontwerpers, verkeersmanagement, transport-planning, milieu-effecten en health & safety bewaking
- Projecten: Aanbestedingen, kwaliteitsbewaking, commerciële zaken, planning, risico-analyse. Daarnaast vallen de werkgroepen voor de individuele projecten van Luas en de metro onder de afdeling Projecten

De RPA heeft twee kantoren: het hoofdkantoor op Parkgate Street in Dublin 8 en een kantoor bij Red Cow, waar ook de remise en werkplaats van de Luas Red Line is gevestigd.

### Bestuur en directie
Het hoofdbestuur bestaat momenteel uit zes leden.

## Verantwoording
De RPA werd opgericht naar aanleiding van de Transport (spoorwegen) wet van 2001 als onafhankelijk overheidsorgaan en legt middels publicaties en rapporten verantwoording af aan de minister en het publiek. De RPA publiceert elk jaar een openbaar jaarverslag. Daarnaast heeft ze een gedragscode opgesteld voor het bestuur en alle medewerkers.

## Werkwijze
De RPA werkt bij de aanleg van een nieuwe spoorlijn volgens een vast stramien van zes fases:
(zie ook het artikel over lightrail in Dublin dat dieper ingaat op al deze fases)
- Fase 1: Inventariseren mogelijke routes
- Fase 2: Keuze van de route
- Fase 3: Spoorlijn en halte ontwerp
- Fase 4:Vergunningen voor bouw en exploitatie
- Fase 5: Constructie
- Fase 6: Dagelijkse exploitatie

## Projecten
De RPA werkt aan een groot aantal projecten:

### Voltooide projecten
De volgende projecten zijn in fase 6: Dagelijkse exploitatie
- 1) Luas Green Line inclusief de verlenging tot Brides Glenn
- 2) Luas Red Line inclusief de verlenging tot aan The Point
- 3) Luas Cherrywood - B1: verlenging Green Line van Sandyford tot aan Brides Glenn
- 4) Luas Docklands - C: verlenging Red Line vanaf het busstation naar The Point in de Docklands
- 5) Luas Citywest - A1 - aftakking van bestaande Red Line, opening voor het publiek 2 juli 2011

### Lopende projecten
De volgende projecten zijn in planning of daadwerkelijk in aanbouw:
- a) LUAS Bray/Fassaroe - B2 - verlenging Green Line tot aan Bray en Fassaroe,Fase 3:Ontwerp[5]
- b) LUAS City Boombridge - BXD - Noord-Zuidverbinding in het stadscentrum,Fase 4:Aanvraag vergunningen[6]
- c) Luas Lucan Liberties F1 / F2 - Nieuwe Oost-Westverbinding deels gebruikmakend van Luas Red Line,Fase 3:Ontwerp lijnen en haltes[7]
- d) Metro Noord-verbinding vanaf Stadscentrum via de luchthaven naar Swords. Fase 4:Aanvraag vergunningen[8]
- e) Metro West-verbinding vanaf Tallaght naar Dardistown. Fase 4:Aanvraag vergunningen[9]